# 21306 Marani
21306 Marani (1996 XF2) là một tiểu hành tinh vành đai chính được phát hiện ngày 1 tháng 12 năm 1996 bởi V. Goretti ở Pianoro.